# 浜松市交通部
浜松市交通部（はままつしこうつうぶ）は、かつて浜松市が地方公営企業法及び浜松市条例に基づく地方公営企業として経営していた、一般乗合旅客自動車運送事業（路線バス）・一般貸切旅客自動車運送事業（観光バス）を管轄する部署である。通称を浜松市営バスという。

## 沿革

### 草創期
浜松市営バスの運行計画は、大正末期から表面化してきたが、当時は市街電車論に押されたり、昭和恐慌による政府の財政緊縮化政策等の影響を受け、実現には至らなかった。その後、1932年に具体的な計画が立てられた。これは、伊場船越線、師範学校天神線、中沢向宿線、高射砲浅田線の4線からなる路線網を新たに運行するというもので、この案をもって、同年に県知事に市営自動車運転許可願を提出した。翌年に自動車交通事業法の施行されることもあって、これは差し戻され、1934年に改めて国に事業免許を申請した。しかし、既に市内の交通網は民間事業者によって整備されていたため許可にはならなかった。
その2年後の1936年に、市は独自路線の計画案を変更し、浜松循環自動車と中田島自動車の2社を買収する計画を打ち出した。これは、当時市が隣接町合併による市民の足の確保を急いでいたことと、上記の2社の経営事情があまりよくなかったことの利害関係の一致によるものである。この時期にも市内電車論は少なくなかったが、戦前の浜松市は極めて道路が狭く、バスの新設が現実的だったようである。こうして、1936年8月1日に上記2社を買収し、市営バスが誕生した。当初の市の担当箇所は、商工課自動車係とした。
当時の路線は、西廻線、東廻線、北廻線、佐鳴湖線、中田島線の5線である。なお、北廻線は買収当時運休しており、市営バスとしての開通は、1936年12月15日である。その当時の各線の運行本数を下に示す。
| 路線名   | 区間                                | 運行本数                         |
| -------- | ----------------------------------- | -------------------------------- |
| 西廻線   | 駅前-鴨江-広沢-追分-元浜-馬込-駅前  | 鴨江先廻り:72, 元浜先廻り:60     |
| 東廻線   | 駅前-龍禅寺-向宿-天神町-佐藤町-駅前 | 龍禅寺先廻り:15, 佐藤町先廻り:15 |
| 北廻線   | 駅前-野口-助信-中沢-元城-駅前       | 野口先廻り:17, 元城先廻り:17     |
| 佐鳴湖線 | 駅前-栄町-高町-広沢-小藪            | 夏期運転                         |
| 中田島線 | 駅前-龍禅寺-瓜内-中田島             | 夏期運転                         |

その後、上記5路線を中心に車両数の増加を行い、1943年には1937年に比べて2.4倍もの乗客数の増加となった。しかし、1945年6月に浜松市は大空襲を受けることとなり、市営バスも運行不能となった。

### 発展期
戦災直後の稼働台数は5台だった。
戦後は市の復旧が行われ、また、1949年から1955年頃には周辺の町村との合併が実施された。これによる市域の拡大に伴い、市営バスの路線の拡張が行われた。特に、昭和30年代は、市民の要望と乗客サービスの向上のために、路線の拡張及び車両の整備増強に努め、運行回数の増加なども行った。その結果、1964年には年間乗降客数が2384万人にまで達し、市営バスの歴史の中で最多記録となった。

### 経営健全化実施計画
しかし、その後は乗客は減少することとなり、経営が悪化したため、これを健全化すべく、浜松市自動車自動車運送事業経営協議会、浜松市自動車運送事業懇談会及び浜松市自動車運送事業対策協議会を設置し、内外より意見を求め、これを踏まえ、経営健全化実施計画等（第一次:1967-1973年度, 第二次:1973-1977年度, 第三次:1978-1982年度）をたて、不採算路線の整理統合およびワンマン化の実施等を実施した。路線の整理統合により、路線網の形状は変化したが、路線によっては延長も行われたため、免許キロ数はあまり変化していない。なお、ワンマン化の達成は1972年であった。
しかし、市営バスをとりまく環境は年々厳しくなり、上記の計画の実行は思うように進まず、経営は悪化した。これにより、財政面において大きな危機に立たされたと市は認識していたようである。

### 民間移管
財政危機を受けて浜松市営バスは新たな道を探ることとなり、1983年11月には対策協議会から市長に対して3年を目処にした民間事業者への移管が答申された。市当局・遠州鉄道（遠鉄）・監督関係官庁の協議の結果、1984年1月12日に「浜松市自動車運送事業の民営移管等に係る実施計画」が策定され、以下のように浜松市から遠鉄に路線の移譲が行われた（以下の線名は浜松市営当時のものであり、移譲後の遠鉄による路線再編は反映されていない）。なお、北じゅんかん（浜松駅-助信-浜松駅）は遠鉄に移譲されず廃止された。
- 1983年4月1日：浅田中田島線、米津線
- 1984年4月1日：福塚線
- 1984年9月1日：中田島線、芳川線
- 1985年4月1日：上西線、さぎの宮線、早出蒲線、佐鳴湖線
- 1986年4月1日：西じゅんかん、さなる台線、山の手線、萩丘線
- 1986年12月1日：住吉線、車庫線

1986年12月1日の2路線の移譲をもって、市営バスは50年の歴史に幕を下ろした。
また、貸切バスは、「市営観光バス」の名で親しまれたが、こちらも1984年4月1日に遠州鉄道に移管されている。
| 年月    | 免許キロ | 停留所数 | 運行回数 |
| ------- | -------- | -------- | -------- |
| 1936.8  | 25.0     | -        | 215      |
| 1945.3  | 26.4     | 92       | 92       |
| 1950.3  | 37.7     | -        | 238      |
| 1955.3  | 73.1     | 219      | 613      |
| 1960.3  | 101.6    | 313      | 1049     |
| 1965.3  | 111.7    | 323      | 1382     |
| 1970.3  | 117.0    | 328      | 1511     |
| 1975.3  | 105.0    | 288      | 1619     |
| 1980.3  | 98.1     | 263      | 1138     |
| 1982.11 | 91.6     | 226      | 1224     |
| 1984.3  | 73.6     | 196      | 1077     |
| 1985.3  | 53.9     | 150      | 915      |
| 1986.3  | 30.9     | 89       | 652      |
| 1986.11 | 12.9     | 35       | 226      |

## 車両

### 概説
いすゞ・日野・三菱（現:三菱ふそう）の3メーカーの車輛を導入していた。遠鉄バスと同じく日野車は富士重工業製ボディを架装。
同じ浜松市内を走る遠鉄バスの車輛とは仕様が異なり、短尺車、二段窓、中扉がスライドドア、床が木張り、側面方向幕が中扉後部などの違いが有った。
また、新車の他にも遠州鉄道からの中古車が導入されていた。

### 車番
車番は、登録番号とは別に3桁の番号が与えられ、いすゞ製が300番台、日野製が500番台、三菱ふそう製は当初400番台が付番されていたが1960年頃に800番台へ変更されている。100番台はトヨタ自動車、200番台は日産自動車、600番台は三菱ローザ(マイクロバス)、700・900番台は欠番だった。